# Gino Ducci
Gino Ducci (Firenze, 18 settembre 1872 – Roma, 5 gennaio 1962) è stato un militare e politico italiano.

## Biografia
Ammesso all'accademia navale di Livorno nel 1886, si imbarca per la prima volta a bordo della corazzata pluricalibro Vittorio Emanuele l'anno successivo. Promosso guardiamarina nel 1891, è tenente di vascello nel 1893 e in tale veste partecipa, due anni dopo, al pattugliamento del mar Rosso a bordo della torpediniera Dogali (che trasporta contemporaneamente la spedizione del capitano Vittorio Bottego), e dell'incrociatore Elba. Dopo la prevenzione delle rivolte indigene lungo le coste del Benadir nel 1896 viene nominato ufficiale di ordinanza dell'ammiraglio Luigi Amedeo di Savoia-Aosta e a bordo dell'incrociatore Liguria prende parte alla seconda circumnavigazione del globo (effettuata nel 1902-1903) da La Spezia verso Madera, il golfo del Messico, New Orleans, lo stretto di Magellano, San Francisco, le isole Hawaii, l'Australia, la Nuova Zelanda, Singapore, Colombo, Massaua, per un totale di 52.000 miglia marine.
Durante la prima guerra mondiale, raggiunto nel frattempo il grado di capitano di corvetta, viene chiamato a far parte dello Stato maggiore della marina; promosso capitano di vascello, nel 1917, in qualità di comandante dell'esploratore Marsala, prende parte alla battaglia nel canale di Otranto, tentativo Austro-ungarico di forzare il blocco che impedisce alla marina Austro-Ungarica di uscire dall'Adriatico ed accedere al Mediterraneo.
Cessate le ostilità, viene nominato comandante della Conte di Cavour e capo di Stato maggiore del dipartimento marittimo di Napoli. È stato in seguito comandante della Accademia navale di Livorno, presidente del Tribunale speciale di guerra di Genova, membro, segretario e vicepresidente del Consiglio superiore di marina, presidente del Comitato degli ammiragli e capo di stato maggiore della Marina. Collocato a riposo per limiti di età nel 1935.
Nominato senatore a vita nel 1933, è decaduto dalla carica a seguito di sentenza dell'Alta Corte di Giustizia per le Sanzioni contro il Fascismo del 25 luglio 1945.